# Vuelo 501 de SAM Colombia
El Vuelo 501 de SAM Colombia fue un Boeing 727-46 que se estrelló el 19 de mayo de 1993, como consecuencia ninguno de los 125 pasajeros y 7 tripulantes que llevaba a bordo sobrevivieron, entre ellos varios dentistas y residentes de cirugía panameños en camino a una convención. La tripulación informó sobre el faro Abejorral NDB en 16.000 pies, acercándose a Medellín. A continuación, el vuelo fue autorizado a descender a 12.000 pies.
El 727 aún no había llegado efectivamente al faro, y descendió en terreno montañoso. La aeronave golpeó el Monte Páramo de Frontino a los 12.300 pies. Actividad tormentosa cerca de la Radioayuda hizo más difícil la navegación, en adición a esto, el Radiofaro omnidireccional VHF de Medellín (RNG) había sido atacado la guerrilla de las FARC y estaba fuera de servicio.
Sigue siendo el peor accidente aéreo ocurrido en Antioquia, en su momento es el segundo peor desastre aéreo en Colombia, hoy es el tercer peor y también el segundo peor de 1993 por debajo de la Colisión aérea de Teherán de 1993

## Aeronave
La aeronave involucrada era un Boeing 727-46, registrado como HK-2422X (número de fábrica 18876, número de serie 217), que fue construido en 1965 y tuvo su primer vuelo el 30 de diciembre de ese año. El avión estaba propulsado por tres motores turbofan Pratt & Whitney JT8D-7A . El avión se entregó a Japan Airlines el 7 de enero de 1966 y se registró como JA8309. El 16 de noviembre de 1972, el avión fue arrendado a Korean Air, donde de nuevo se registró como HL7309. El 9 de noviembre de 1980, Korean Air vendió la aeronave a SAM Colombia, donde se volvió a registrar como HK-2422X. 

## Accidente
A las 14:18, el vuelo 501 despegó de la Ciudad de Panamá, Panamá, con destino a Bogotá, Colombia, con escala en Medellín. El avión subió al nivel de vuelo 160 (16.000 pies, 4.877 m). A bordo iban 7 tripulantes y 125 pasajeros, incluidos varios dentistas panameños que se dirigían a una convención. 
La actividad de tormentas en el área dificultó la navegación con radiogoniómetro automático (ADF) y el VOR / DME de Medellín quedó inutilizable por haber sido atacado por terroristas. La tripulación informó sobre la baliza de Abejorral NDB en FL160, cuando se acercaban a Medellín. A continuación, se autorizó al vuelo a descender a FL120 (12.000 pies o 3.658 m), tras lo cual se perdió la comunicación. Luego de múltiples intentos fallidos de contactar con el vuelo, la torre de control declaró emergencia. 
Debido a que la radiobaliza no funcionaba, la tripulación cometió errores de navegación. En realidad, el 727 aún no había alcanzado la baliza y descendió a un terreno montañoso. El vuelo luego golpeó el Monte Páramo, Frontino, a 12.300 (3.749 m).